# Sassacus samalayucae
Sassacus samalayucae là một loài nhện trong họ Salticidae.
Loài này thuộc chi Sassacus. Sassacus samalayucae được Richman miêu tả năm 2008.